# Sabá
Saba es un municipio del departamento de Colón en la República de Honduras. Su extensión territorial es de 370.9 km².

## Toponimia
El nombre de Sabá proviene de náhuatl que significa: Roña, un gálico enfermedad endémica en Sonaguera y sus alrededores.

## Límites
| Orientación | Límite                        |
| ----------- | ----------------------------- |
| Norte       | Municipio de Sonaguera, Colón |
| Sur         | Municipio de Gualaco, Olancho |
| Este        | Municipio de Tocoa, Colón     |
| Oeste       | Municipio de Olanchito, Yoro  |

## Historia
En 1964, el municipio de Sabá fue creado por un decreto ejecutivo.
En 1964 (3 de septiembre) por la tarde, el decreto fue entregado a la comisión.
En 1964 (4 de septiembre), se dio a conocer el decreto en el Diario matutino de HRN, siendo conducido por el periodista Manuel Acosta Mejía. Por tal motivo se celebra el 4 de septiembre como el día de independencia de Sabá. Se celebró con júbilo la emancipación política de Sonaguera quien siempre se había opuesto a esta conquista del pueblo de Sabá, quien se había convertido en un lugar más próspero que la misma cabecera municipal.
En 1964 (15 de septiembre), en un acto público celebrado en las oficinas de la FUSEP (donde actualmente funciona la Policía Nacional Preventiva) es formada y juramentada la primera corporación integrada de la siguiente manera:
| Cargo                                 | Nombre              |
| ------------------------------------- | ------------------- |
| Alcalde municipal                     | Hermenegildo Cortes |
| Regidor                               | Rafael Morales      |
| Regidor                               | Alfonso Roca        |
| Regidor                               | Silverio Banegas    |
| Sindico municipal                     | Juan Ruiz           |
| Secretario municipal                  | Rony Castillo       |
| Tesorero                              | Antonio cabrera     |
| Juez de paz de lo civil y lo criminal | Alfonso Martínez    |

### Reforma agraria y Cooperativas
Con el surgimiento de las cooperativas en los años 70, Sabá al igual que el resto del Valle del Aguan Tocoa, comienza a desarrollarse demográficamente y económicamente ya que la afluencia de la producción agrícola con la tenencia de la tierra hizo que la población emigrara del interior del país, generando una explosión demográfica y desarrollo económico.

Las primeras cooperativas en surgir en la zona de Sabá
- Empresa asociativa campesina de Isleta 20 de abril de 1975
- Cooperativa El Esfuerzo
- Cooperativa Luzón palmeras
- Cooperativa Unión San Francisco
- Coop. Nueva Jerusalén
- Coop. 6 de julio
- Coop. La lucha
- Coop. Sabá limitada
- Coop. Cholomeña limitada
- Coop. Las mercedes
- Coop. Buenos amigos

Todas estas tuvieron la desgracia que desaparecieron después de la Modernización Agrícola disfrazada que no fue más que la Contra Reforma Agraria, lo que motivo la venta y parcelación de las mismas, hoy la tenencia de la tierra está entre los terratenientes o esta en manos de la empresa privada y transnacionales.

### Alcaldes
| Período    | Nombre                            |
| ---------- | --------------------------------- |
| 1964-1966  | Ermenegildo Cortez                |
| 1966-1968  | Silverio Banegas                  |
| 1968-1971  | Arturo Moya                       |
| 1971-1976  | Luis de Jesús Oseguera Vallecillo |
| 1976-1979  | Arnaldo Romero                    |
| 1979-1980  | Ernesto Ruiz Mencia               |
| 1980-1982  | Raúl Medrano                      |
| 1982-1984  | Danilo Adonay Rodríguez Matute    |
| 1984-1985  | Reinaldo Zelaya Girón             |
| 1985-1986  | Santos Fúnez                      |
| 1986-1990  | Juan Benito Palma                 |
| 1990-1924  | Félix Neptali Meza Merlo          |
| 1994- 1998 | Víctor Manuel Estrada             |
| 1998-2002  | Santiago Barralaga                |
| 2002-2006  | José Álex Fúnez Jiménez           |
| 2006-2010  | Juan Nuñez Díaz                   |
| 2010-2014  | Carlos Reynaldo Martínez          |
| 2014-2018  | Carlos Valle                      |
| 2018-2026  | Elin Oved A. Mencias              |

## Población
De acuerdo al censo oficial de 2013, tenía una población de 30,487 habitantes. En julio de 2020 tenía una población estimada de 32,686 habitantes.

## Economía
Su economía se basa en la agricultura y ganadería, el comercio e industria, clasificada de la siguiente manera:
- Agricultura de plantación para exportación (banano y palma africana)
- Agricultura de consumo interno o de subsistencia (leche, granos, cítricos)
- Pequeña industria (ganaderías, derivados de leche, aceite, manteca)
- Remesas en dólares de familiares en el extranjero que eso sostiene en un 60% de la economía de la población ya que cada 10 familias hay 2 y 3 personas enviando remesas.
- La banca privada y algunas cooperativas financieras mueven el circulante de la zona.
- La empresa de transportes (buses y taxis)

En los últimos 15 años, Sabá ha alcanzado un desarrollo acelerado debido al factor estratégico de su ubicación privilegiada, ya que comunica los departamentos de Colon, Atlántida, Yoro y Olancho.
Con la inauguración del primer puente del Aguan destruido por el Huracán Mitch, Sabá se convierte en un lugar geográfico estratégico como vía de acceso hacia los departamentos de Yoro, Atlántida y el resto del departamento de Colon.

## Política
| Puesto      | Funcionario                     | Partido político       |
| ----------- | ------------------------------- | ---------------------- |
| Alcalde     | Elin Oved Acuña Mencias         | Partido Liberal        |
| Vicealcalde | Yodin Augusto Colindres Medina  | Partido Liberal        |
| Regidor 1   | Roduel Antonio Hernández Flores | Partido Nacional       |
| Regidora 2  | Luis Felipe Torres Zelaya       | Partido Liberal        |
| Regidor 3   | José Rubén Arita Salvador       | Partido Nacional       |
| Regidor 4   | Elías Castro Ramos              | Partido Liberal        |
| Regidora 5  | Heidy Sarahí Antúnez Lobo       | Partido Nacional       |
| Regidora 6  | Ingrid Paola Romero Escobar     | Partido Liberal        |
| Regidora 7  | Ana Carolina Martínez Canales   | Libertad y Refundación |
| Regidora 8  | Dalia Elisabet Velásquez        | Partido Nacional       |

## Fiesta patronal
Sus fiestas patronales son celebradas en el mes de mayo en honor a Santa Rita de Casia 22 de mayo.

## División política
- Aldeas: 14 (2013)
- Caseríos: 44 (2013)
- Barrios: La Pava, El Chorro, Colombia, El Centro, El Coyol.
- Colonias: Monte Fresco, Bella Vista, La Sabá, Standard, La Pradera, Brisas de Monga, Jardines, La Coomilsa, La Cholomeña, Santa Rita.

| Código administrativo | Aldea                   |
| --------------------- | ----------------------- |
| 020801                | Sabá                    |
| 020802                | Barranco Chele          |
| 020803                | Campo Vally             |
| 020804                | Ceibita                 |
| 020805                | Cooperativa el Esfuerzo |
| 020806                | El Achiote              |
| 020807                | El Jaguillo Muerto      |
| 020808                | Elíxir                  |
| 020809                | Las Golondrinas         |
| 020810                | Orica                   |
| 020811                | Paguales                |
| 020812                | Palos de Agua Abajo     |
| 020813                | Sonámbula               |
| 020814                | Tiburones               |

## Deportes
El municipio posee un club en la Liga de Ascenso de Honduras , el Sabá Fútbol Club

## Educación

### Jardines
| Jardín                   | Lugar                |
| ------------------------ | -------------------- |
| Blasina Margarita Romero | Orica                |
| Concepción de Moya       | Achiote              |
| Dolores Dilinora Jones   | Bo. El Chorro        |
| Flavia Rebeca Hernández  | Paguales             |
| José Bladimiro Cano      | Nueva Cholomeña      |
| José Cecilio del Valle   | Elixir               |
| José Morelo Ramos        | Barrancho Chele      |
| María Montessori         | Bo. El Coyol         |
| Miriam Mejia Erazo       | Ceibita              |
| Mirna Aracely Ramírez    | Lucía                |
| Nimia Baquedano          | Col. Bella Vista     |
| Olga Marina Polanco      | Cop. Coomilsa        |
| Reino de Suecia          | Col. Brisas de Monga |
| Roberto Sosa             | Coop. La Lucha       |
| Vilma Aracely            | Bo. La Pava          |
| Tesoro Infantil          | Col. Standar         |
| Rayito de Luz            | Coop. Coomilsa       |

| Jardín                 | Lugar          |
| ---------------------- | -------------- |
| Brassavola             | Bo. El Coyol   |
| Columbus School        | Bo. El Coyol   |
| La Libertad            | Col. Cholomeña |
| Lissien María’s School | Bo. El Coyol   |

| Jardín                 | Lugar           |
| ---------------------- | --------------- |
| Ing. Jairo Castellanos | Col. La Pradera |
| Jesús Adalid Zaldivar  | Regaderos       |
| José Álex Funez        | Luxon Palmeras  |
| José Trinidad Reyes    | Achiote         |
| Mariano Alberto Nájera | Coop. Sueco     |
| Felipe Montoya         | Sonámbula       |
| Helen Palacios         | Las Mercedes    |
| Marile Tablada         | Santa Ana       |

### Escuelas
| Escuela                    | Lugar            |
| -------------------------- | ---------------- |
| 19 de Marzo                | Elixir           |
| 22 de Noviembre            | Regaderos        |
| Cristóbal Colón            | Elixir           |
| Esteban Guardiola          | Col. Standard    |
| Francisco Morazán          | Bo. El Coyol     |
| José Trinidad Reyes        | Orica            |
| Nelson Alexis Ríos         | Col. La Pradera  |
| Nuevos Horizontes          | Palos de Agua    |
| José Santos Guardiola      | Las Golondrinas  |
| Primero de Abril           | Bo. La Pava      |
| Oscar Ramón Najera         | Las Mercedes     |
| Raúl Medrano Gutiérrez     | Col. Bella Vista |
| República de Honduras      | Caballería       |
| Víctor Manuel Estrada      | Paguales         |
| José Ramón Calix           | Santa Ana        |
| Punta Caxinas              | Col. Cholomeña   |
| Rogelio Pineda Nuñez       | Barraco Chele    |
| Presentación Centeno       | Sonámbula        |
| Luxon Palmeras             | Luxon            |
| Fausto Castillo Suazo      | El Esfuerzo      |
| Dolores Jones de Maravilla | La Nueva Uva     |

| Escuela                | Lugar          |
| ---------------------- | -------------- |
| Brassavola             | Bo. El Coyol   |
| Columbus School        | Bo. El Coyol   |
| La Libertad            | Col. Cholomeña |
| Lissien María’s School | Bo. El Coyol   |

| Escuela                | Lugar                |
| ---------------------- | -------------------- |
| Ester Rivera Martínez  | Pajuiles             |
| El Bosque              | El Bosque            |
| Dr. Jairo Bismar Nuñez | Las Golondrinas      |
| Jairo Castellanos      | Col. La Pradera      |
| Luis Romero            | Golondrinas- El Pino |
| Mariano Alberto Nájera | Barranco Chele       |
| Reynaldo Martínez      | Col. Arrocera        |

### Institutos
| Instituto               | Lugar            |
| ----------------------- | ---------------- |
| 4 de septiembre de 1964 | Col. Bella Vista |
| Raúl Medrano Gutiérrez  | Elixir           |

| Instituto              | Lugar          |
| ---------------------- | -------------- |
| Brassavola             | Bo. El Coyol   |
| Columbus School        | Bo. El Coyol   |
| La Libertad            | Col. Cholomeña |
| Lissien María’s School | Bo. El Coyol   |
| Rocío Menocal          | Elixir         |

### C.E.B.
| C.E.B.                   | Lugar          |
| ------------------------ | -------------- |
| José Trinidad Cabañas    | Achiote        |
| Napoleón Arias Cristales | Lucía          |
| Perla del Aguan          | Ceibita        |
| Rogelio Pineda Núñez     | Barranco Chele |
| Javier J. Mejia (SAT)    | Orica          |
| Víctor Manuel Estrada    | Paguales       |

### A distancia
| A distancia    | Lugar             |
| -------------- | ----------------- |
| La Libertad    | Col. La Cholomeña |
| La Fraternidad | Bo. El Coyol      |

| ISEMED                  | Lugar            |
| ----------------------- | ---------------- |
| 4 de septiembre de 1964 | Col. Bella Vista |